# پارک ملی بوجاق
پارک ملی بوجاق واقع در منطقه‌ای حفاظت‌شده در شهر بندر کیاشهر ( شهرستان آستانه اشرفیه ) در استان گیلان می‌باشد. این منطقه نخستین «پارک ملی خشکی ـ دریایی» ثبت‌شده در ایران محسوب می‌شود و ۳۲۶۰ هکتار وسعت دارد. از این مقدار حدود ۱۶۰۰ هکتار آن محوطه دریایی، حدود ۱۶۰ هکتار محوطه تالابی و بقیه آن محوطه خشکی شامل زمین‌های ساحلی، جلگه‌ای و علفزار است.
این منطقه در شمال به دریای خزر قرار گرفته و از جنوب به بندر کیاشهر، از غرب به رودخانه اوشمک و شهر زیباکنار، از شرق به تأسیسات صدا و سیما در کنار روستای امیرکیاسر و از شمال تا عمق ۶ متری دریای خزر در منطقه کیاشهر ادامه پیدا می‌کند.
این منطقه از سه تالابِ کیاشهر در شرق، بوجاق در غرب و ۲۲ بهمن در مرکز همراه دلتای سفیدرود، جلگه‌ها و علفزارهای غرب دلتای سفیدرود و زمین‌ها و آب‌های ساحلی دریای خزر تشکیل می‌شود. این منطقه از سال ۸۱ به عنوان پارک ملی تعیین شده‌است. البته تالاب کیاشهر از سال ۵۴ به عنوان تالاب بین‌المللی تعیین و بر اساس کنوانسیون رامسر مورد حفاظت قرار گرفت. اما نکته عجیب اینجاست که تالاب کیاشهر در حال حاضر وضعیت بسیار نامناسب‌تری از نظر تنوع و تعداد جانوران نسبت به تالاب ۲۲ بهمن و تالاب بوجاق دارد که بتازگی مورد حفاظت قرار گرفته‌اند.

## گونه‌های زیستی
براساس تحقیقی که از سال ۸۳ تا ۸۵ در این پارک انجام شد، در مجموع ۲۳۴ گونه پرنده از ۴۹ تیره مختلف در آن مشاهده شده که ۱۲ گونه آن از جانوران در معرض خطر انقراض هستند که در فهرست سرخ اتحادیه بین‌المللی حفاظت از محیط زیست است.
انواع قو، غاز، مرغابی، فلامینگو، آنقوت، چنگر (پرلا)، پرستوی دریایی، بوتیمار، قار، خوتکا، مرغ سقا، گیلانشاه، گیلار، کشیم، لک‌لک، کاکایی، باکلان، حواصیل، درنا، قرقاول، بلدرچین، چاخ‌لق، زنگوله بال، سلیم، خروس کولی، آبچلیک، ابیا، پاشلک، تلیله، جغد، چکاوک، دارکوب، هدهد، سبزه قبا، زنبورخوار، ماهی‌خورک و پرندگان شکاری مانند انواع عقاب، کورکور، سارگپه، سنقر، عقاب دریایی، هما، قرقی، طرلان، پیغو، ترمتای، دلیجه، لیل، بالابان، لاچین و بحری، سسک، پپت، زرده‌پره، توکا، قمری، چرخ ریسک، مگس‌گیر، دم جنبانک، سنگ چشم، بلبل، سینه سرخ، کوکو و چلچله از جمله پرندگان بوجاق هستند.
البته تعداد پرندگان بومی ساکن این پارک، فقط ۲۰ گونه است و بقیه از پرندگان مهاجر و عبوری هستند که بیشتر آن‌ها فصل زمستان را در منطقه می‌گذرانند و سپس به زادگاه‌های خود بازمی‌گردند. شناگر بلوطی پرنده نادری است که تاکنون فقط ۲ بار در ایران دیده شده که یک بار در بوجاق و بار دیگر در جنوب کشور بوده‌است. پرندگان نادر دیگری چون عروس غاز، فالاروپ، غاز پازرد، و غاز پیشانی‌سفید کوچک هم در این منطقه دیده شده‌اند. همچنین حضور پرندگانی مثل طرقه کوهی و چکچک ابلق که معمولاً در مناطق کوهستانی زندگی می‌کنند تعجب کارشناسان را برانگیخته است.
بیش از ۵۰ گونه از آبزیان مختلف هم در منطقه شناسایی شده که ماهی سفید، کپور، اردک ماهی، کُلمه، ماهی کاراس، لای‌ماهی، سیم‌پرک و سرخ‌باله از جمله آن‌ها هستند. همچنین فک خزری، تنها پستاندار دریای خزر هم در این منطقه دیده می‌شوند. تعداد گونه‌های گیاهی شناسایی شده در این منطقه هم ۲۴۸ گونه است.

## قرارگیری در منطقه آزاد تجاری-صنعتی انزلی
از سال ۱۳۹۲ با افزایش محدوده منطقه آزاد تجاری-صنعتی انزلی بندر کیاشهر نیز به محدوده منطقه آزاد انزلی افزوده شده پیش از این شهرستان‌های رشت و انزلی در این محدوده بودند. پارک ملی بوجاق کیاشهر(شهرستان آستانه اشرفیه) با کاربری گردشگری و طبیعت‌گردی در محدوده منطقه آزاد قرار دارد.